# Geroda (Thüringen)
Die thüringische Gemeinde Geroda (bei den Einheimischen Grutsch gesprochen) liegt im Nordosten des Saale-Orla-Kreises. Sie ist Mitglied in der Verwaltungsgemeinschaft Triptis.

## Geografie
In Geroda gibt es einen kleinen Fluss und mehrere Teiche. Speziell das Krähenholz besteht aus drei oder mehr eng nebeneinander liegenden Teichen mit einer einzigartigen Tier- und Pflanzenwelt. Es beginnt direkt an einer größeren Landstraße. Ebenfalls sehenswert ist die ehemalige Sandgrube, die jetzt ein Naturschutzgebiet mit gefährdeten Tier- und Pflanzenarten ist. Sie liegt versteckt und zieht sich fast bis nach Geheege hinüber.

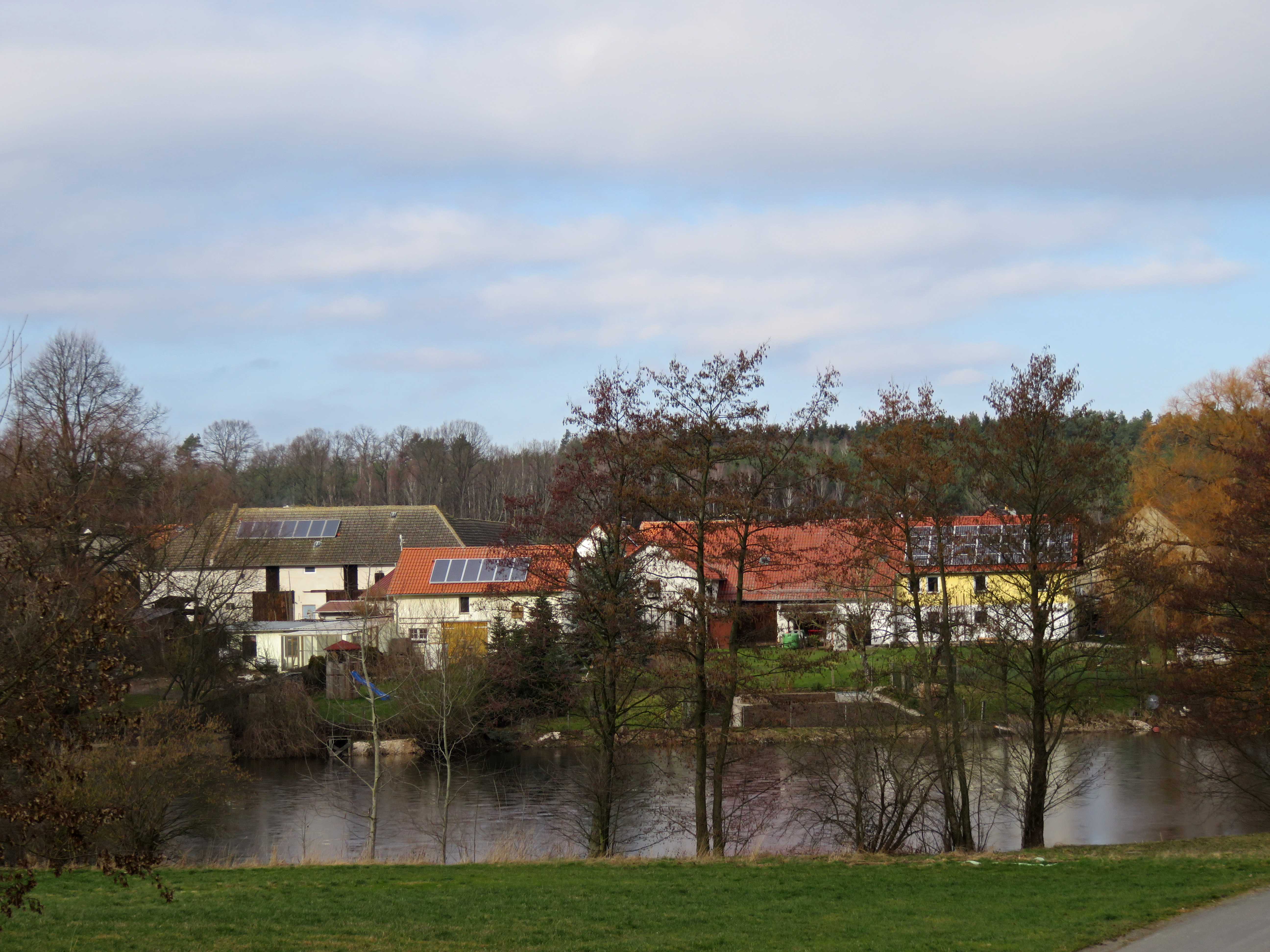
Dorfansicht von Geroda

### Nachbargemeinden
Angrenzende Gemeinden sind Mittelpöllnitz und die Stadt Triptis im Saale-Orla-Kreis sowie Harth-Pöllnitz und Schwarzbach im Landkreis Greiz.

### Gemeindegliederung
Die Gemeinde selbst setzt sich aus den drei Ortsteilen Geheege, Geroda und Wittchenstein zusammen.

## Geschichte
1124 wurde der Ort urkundlich erstmals erwähnt.
In dem landwirtschaftlich geprägten Dorf wurden bei einer Mühlenkontrolle im Jahre 1682 die Gerodaer Mühlen erfasst. Eine Mahlmühle, die bachwärts außerhalb des Ortes am Wiesenteich lag. Am Dorfrand am Ende einer Teichkette entstand später eine Ölmühle. Es war eine Ölschlagmühle aus Holzstampfern mit festem Fundament. Durch die Kraft des Wassers und viel Krach wurde Öl gewonnen. Um 1870 war das Stampfen vorbei. Das Wasserrad hatte seinen Dienst getan. Neue verbesserte Ölpressen setzten sich durch. 1998 wurde das Schlaghaus abgebrochen. Die andere Mühle verschwand vor etwa einhundert Jahren.
Geroda gehörte zum Amt Weida im Neustädtischen Kreis und war bis 1815 kursächsisch, kam aber infolge des Wiener Kongresses zu Sachsen-Weimar-Eisenach. Der Neustädter Kreis wurde 1850 zum Verwaltungsbezirk Neustadt an der Orla, fiel 1920 an das neue Land Thüringen und ab 1922 gehörte Geroda zum Landkreis Gera. Im Zuge der Verwaltungsreform von 1952 kam Geroda zum Kreis Pößneck im Bezirk Gera und 1994 zum Landkreis Saale-Orla.
Am 1. Juli 1950 wurden die bis dahin eigenständigen Gemeinden Geheege und Wittchenstein eingegliedert.

### Einwohnerentwicklung

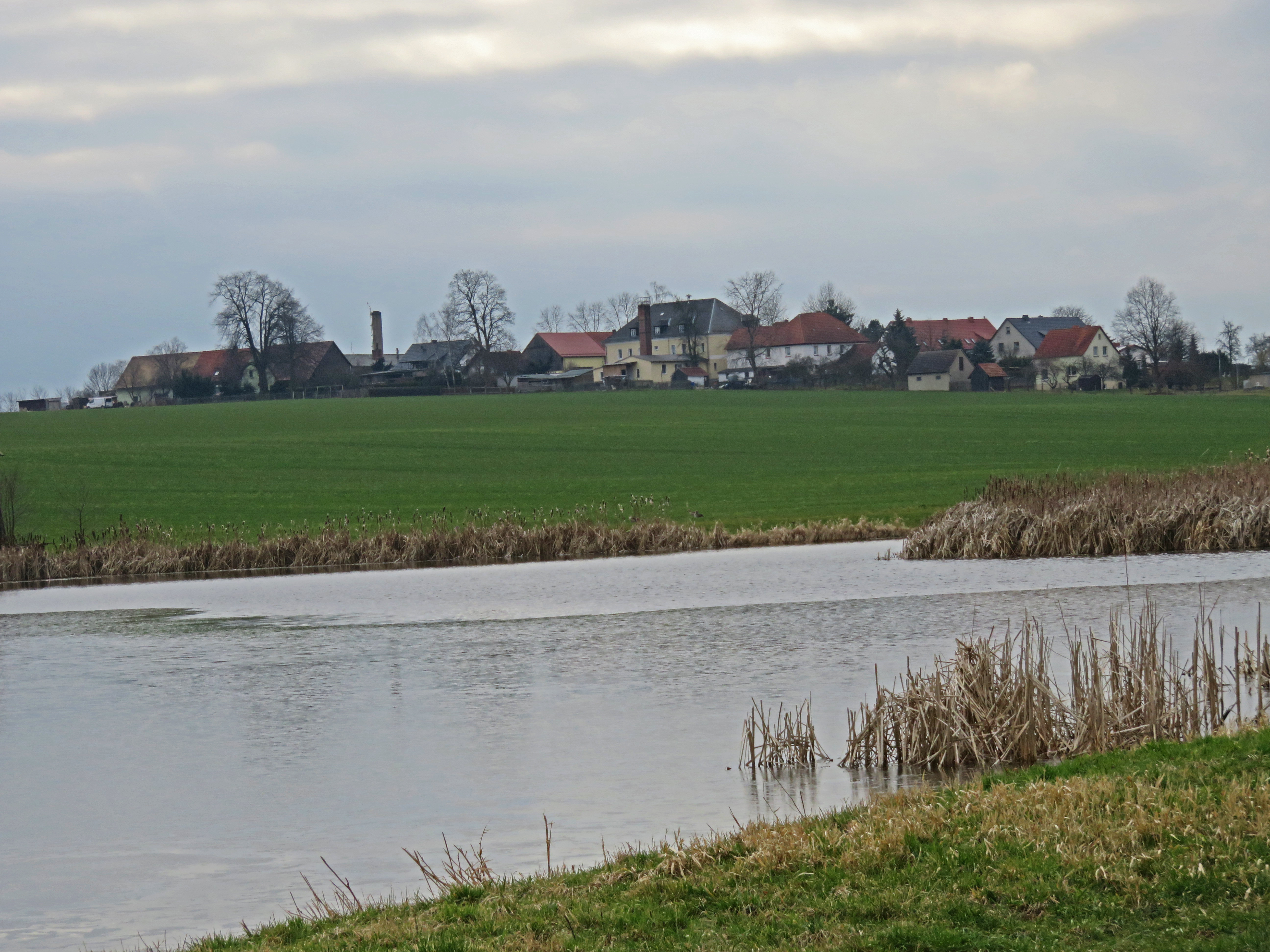
Ansicht Geroda von Porstendorf

Entwicklung der Einwohnerzahl (jeweils 31. Dezember):
| - 1994: 278 - 1995: 271 - 1996: 279 - 1997: 287 - 1998: 292 - 1999: 294 | - 2000: 281 - 2001: 286 - 2002: 282 - 2003: 278 - 2004: 281 - 2005: 278 | - 2006: 276 - 2007: 275 - 2008: 275 - 2009: 268 - 2010: 262 - 2011: 252 | - 2012: 255 - 2013: 260 - 2014: 251 - 2015: 250 - 2016: 248 - 2017: 240 | - 2018: 233 - 2019: 229 - 2020: 229 - 2021: 230 - 2022: 232 - 2023: 217 |

 Datenquelle: Thüringer Landesamt für Statistik

## Politik

### Wappen
Das Wappen wurde am 16. Januar 1995 durch das Thüringer Landesverwaltungsamt genehmigt.
Blasonierung: „In Silber mit eingebogener roter Spitze, die mit einem silbernen Baumstumpf mit austreibendem Zweig belegt ist, vorn ein blaues Zaunfeld mit drei Pfählen und zwei Balken; hinten eine blaue, schrägrechts schwingende Glocke.“
Jedes Feld des Wappens symbolisiert einen Ortsteil: Für Geroda steht in Anlehnung an den Ortsnamen als Kennzeichen des Rodungsortes ein Baumstumpf mit einem austreibenden Zweig. Für Geheege wurde mit dem Zaun, der symbolisch für ein Gehege steht, in volksetymologischer Deutung des Ortsnamens ein redendes Motiv gewählt. Die Kirche des Ortes befindet sich im Ortsteil Wittchenstein; deshalb wurde für diesen Ortsteil eine Glocke als Symbol für die Kirche gewählt.
Das Wappen wurde von dem Goßwitzer Manfred Fischer gestaltet.

### Ortspartnerschaften
- Geroda in Bayern